# پونتلند
پونتلند (به انگلیسی: Ponteland) یک روستا در بریتانیا است که در انگلستان واقع شده است.

## خصوصیات
پونتلند، ۱۰٬۸۷۱ نفر جمعیت دارد.